# ななきさとえ
ななきさとえ (Satoe Nanaki/Nanaki) は、日本のボーカリスト。東京都出身。

## 略歴
1983年、世界初のガールズ・ハードコア・パンク・バンド、THE NURSE（ナース）にドラマーとして参加。
1986年、ソロアルバム『赤色人形館』を宝島社キャプテンレコードからリリース。1987年には、ソロアルバム『パンドラの呪文』をリリース。
1988年、MAHALIK HALILIを結成。1990年、ミニアルバム『好的開始』をAja Recordsからリリース。1991年、アルバム『BON VOYAGE!』でVictorよりメジャー・デビュー。1992年、NANAKI & THE SPICEとして2枚のアルバムをVictorよりリリース。
1990年代、音楽活動を続けながらTBSテレビの『日立 世界・ふしぎ発見!』でミステリーハンターとして出演した。
2019年、上記のソロ作品のCD化に向けて活動開始し、2020年にはリリース予定。

## 作品

### アルバム
- THE NURSE
  - ナース（1983年、Incest Records、INC002）- 1stソノシート[3][注釈 1]。
- ななきさとえ
  - 赤色人形館（1986年、Captain Records、CAP-0035-M）[4][注釈 2]
  - パンドラの呪文（1987年、Captain Records、CAP-0048-L）[5]
- MAHALIK HALILI
  - 好的開始（1990年、Aja Records、AJA-1001）
  - BON VOYAGE!（1991年、Victor、VICL-133）
  - PUNCTUAL（1991年、Victor、VICL-241）
- NANAKI & THE SPICE
  - NANAKI & THE SPICE（1992年、Victor、VICL-2100）
  - live in whisky（1992年、Victor、VICL-2199）

## 出演

### バラエティ
- 日立 世界・ふしぎ発見!（TBSテレビ）- ミステリーハンター。